# Berlin Alexanderplatz (roman)
Pour les articles homonymes, voir Berlin Alexanderplatz.
Berlin Alexanderplatz est un roman d'Alfred Döblin publié en 1929. Il relate le parcours de Franz Biberkopf, délinquant à peine sorti de prison, dans le monde de la pègre dont il réalise qu'il lui est impossible de sortir. Un sondage de 2002, effectué auprès de cent écrivains du monde entier, l'a placé parmi les cent meilleurs livres de l'histoire.

## Résumé
Livre premier
Franz Biberkopf, ancien souteneur condamné pour avoir tué sa compagne Ida, sort de la prison de Tegel après quatre ans de peine. Se réadaptant à la liberté, il se promet de rester honnête.
Livre deuxième
Franz s'essaie au commerce, aidé par son ami Meck et sa nouvelle compagne Lina. Il finit par se fixer dans la vente de journaux.
Livre troisième
Franz pratique maintenant le porte à porte pour toutes sortes d'articles. Il se vante d'avoir ainsi séduit une veuve, mais mal lui en prend : Lüders, l'une de ses connaissances, se rend chez celle-ci pour y voler, notamment les marchandises que Franz y a laissé. Choqué, Franz disparaît.
Livre quatrième
Franz Biberkopf se terre chez lui, dans le Berlin du peuple (description des abattoirs) et de la pègre (cambriolages).
Livre cinquième
Biberkopf a repris la vente de journaux sur l'Alexanderplatz. Il sympathise avec Reinhold, un séducteur taciturne qui, empêtré dans ses séductions répétées, tente à plusieurs reprises de les refiler à Franz, et y parvient avec la jeune Cilly. Franz, intéressé par le commerce de fruits d'un groupe dirigé par Pums, accepte de rentrer dans celui-ci (avec Reinhold) et se rend compte au dernier moment qu'il s'agit d'une couverture pour du cambriolage. Refusant dès lors de poursuivre, en pleine action, il est précipité hors d'une voiture par Reinhold et laissé pour mort.
Livre sixième
Amputé d'un bras après l'événement, Franz est hébergé par Herbert et Eva, couple d'amis proches d'avant la prison (Eva se prostituait pour lui avant Ida). Il se rétablit, soutenu par ces derniers, qui ne parviennent pas à le persuader de chercher compensation de la part de Pums. Ils lui trouvent en revanche une jeune créature, Mieze.
Livre septième
Désœuvré, tandis que Mieze se prostitue pour lui, Franz s'intéresse un temps à la politique, à la frayeur de son entourage, mais prend vite ses distances. Il retrouve Reinhold, sans idée de se venger : au contraire, Franz croit pouvoir tenir son serment d'honnêteté, et prouver par là sa force à son agresseur, qu'il considère toujours comme un ami.
Livre huitième
Franz Biberkopf décide d'intégrer la bande de Pums pour participer aux cambriolages et ne plus être souteneur, du moins pas uniquement. Il reste attaché à Mieze, bien qu'il la batte un soir, sur un accès de jalousie. Pendant ce temps, Reinhold, devant le spectacle d'un Franz rétabli, forme le projet de séduire Mieze. Il l'attire seule pour une sortie, un soir, hors de la ville, et devant la résistance de la jeune fille, il l'étrangle et l'enterre, aidé d'un complice, Karl, client de Mieze.
Livre neuvième
Franz Biberkopf, ne se doutant de rien, croit que Mieze l'a quitté et tombe dans une grande tristesse. Mais quand Karl vend la mèche et que le cadavre de Mieze est découvert, Franz est arrêté et tombe dans la démence. Reinhold, lui, s'enfuit et change d'identité, mais est tout de même emprisonné pour les larcins commis par son prête-nom. Sa couverture est pourtant bientôt éventée par un ancien compagnon de cellule. Condamné pour le meurtre de Mieze, Reinhold voit dans le même temps Franz innocenté. Franz Biberkopf bénéficie enfin d'assistance : on lui confie un poste de concierge suppléant dans une usine. 

## Style et contexte
Le roman se déroule dans les quartiers populaires proches de l'Alexanderplatz, dans le Berlin des années 1920. La narration est effectuée avec des points de vue multiples, et différents effets (sons, articles de journaux, chansons, discours, références à d'autres livres). Dépeignant la pègre berlinoise des années 1920, il fut la cible des autodafés nazis dès 1933.
Berlin Alexanderplatz rappelle Ulysse de James Joyce, Döblin ayant d'ailleurs réécrit son livre après avoir lu l'œuvre de l'Irlandais. On l'a également rapproché de John Dos Passos (Manhattan Transfer). La proximité avec Brecht, ami de Döblin, est également nette, les influences entre les deux auteurs ayant été réciproques. On a par ailleurs rapproché Berlin Alexanderplatz du Voyage au bout de la nuit de Céline « qui, lui aussi, fait la somme d'une rue, d'une place, d'un système de rues, de maisons et d'hommes afin de créer une forme lyrique étroitement liée à l'actualité ». 
Autre point particulier au roman, son style. Döblin se rapproche au plus près du dialecte berlinois, parlé par le milieu dans lequel baigne le personnage principal. Une grande place est laissée aux dialogues et à l'intériorisation des conversations, jusqu'à en faire un roman où « tout a lieu dans la maîtrise de la langue ».

## Éditions

### Édition originale allemande
- Berlin Alexanderplatz. Die Geschichte vom Franz Biberkopf, Berlin, G. Fischer, 1929

### Éditions françaises
- Berlin Alexanderplatz, traduction par Zoya Motchane, préface de Pierre Mac Orlan, Paris, Gallimard, coll. « Du monde entier », 1970 (BNF 35423885) ; réédition, Paris, Gallimard, coll. « Folio » no 1239, 1980 (BNF 34678457)
- Berlin Alexanderplatz, nouvelle traduction par Olivier Le Lay, Paris, Gallimard, coll. « Du monde entier », 2009  (ISBN 978-2-07-011971-4)  ; réédition, Paris, Gallimard, coll. « Folio » no 5098, 2010  (ISBN 978-2-07-043836-5)

## Adaptations
La première adaptation du roman à l'écran fut réalisée en 1931 par Piel Jutzi et fut connue en France sous le titre de Sur le pavé de Berlin. Une seconde adaptation destinée à la télévision est due à Rainer Werner Fassbinder, en 1980, sous forme de série (quatorze épisodes et quinze heures trente au total). Une troisième adaptation réalisée par Burhan Qurbani sort en 2020.